# Sabbat en las Iglesias del séptimo día

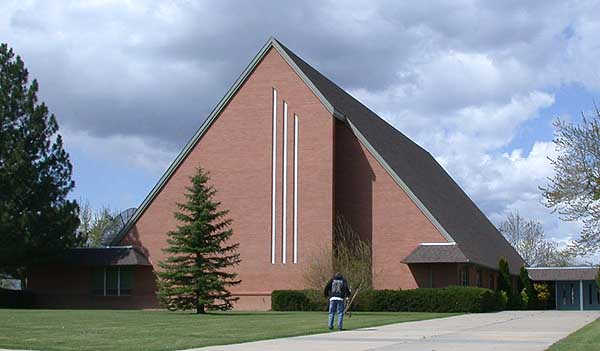
Una Iglesia Adventista del Séptimo Día

El Sabbath del séptimo día, observado desde el anochecer del día viernes al anochecer de sábado (inicio exacto y finalización varía de tiempo según cada grupo), es una parte importante de las creencias y prácticas de las Iglesias del séptimo día. Estas Iglesias enfatizan referencias bíblicas como la práctica hebrea antigua de empezar un día cuando se oculta el sol, y la narrativa de creación de la Génesis donde un "anochecer y la mañana" establecieron un día, que precede a la creación de los Diez Mandamientos (por ello la orden para "recordar" el sabbat). Sostienen que el Antiguo Testamento y el Nuevo no muestran ninguna variación en la doctrina del Sabbath como el séptimo día. El sábado, o el séptimo día en el ciclo semanal, es el día único en toda la escritura sagrada judeocristiana donde se designó utilizar el Sabbath como plazo. El séptimo día de la semana está reconocido como Sabbath en muchas lenguas, calendarios, y doctrinas, incluyendo católicos, luteranos, y ortodoxos. Es todavía observado en el judaísmo moderno en relación con la ley mosaica. Además, las Iglesias Ortodoxas Tewahedo sostienen el sabatarismo, observando el Sabbath el sábado, además del día del Señor el domingo.
Católicos, ortodoxos y numerosas denominaciones protestantes observan el día del Señor el domingo y sostienen que el Sabbath de sábado ya no está relacionado hacia los cristianos. Por otro lado, congregacionalistas, presbiterianos, metodistas, y bautistas, así como muchos episcopales, han históricamente adoptado la observación del "Primer día" (domingo) como Sabbat, describiendo el Sabbat como transferido al día del Señor (domingo), el primer día de la semana, fusionado con el día de la resurrección de Cristo, formando el Sabbat cristiano.
Los "sabatarios del séptimo día" son cristianos que buscan restablecer la práctica de algunos cristianos tempranos que mantuvieron el Sabbat según la práctica judía tradicional. Estos grupos usualmente creen que toda la humanidad está obligada a observar los Diez Mandamientos, incluyendo el Sabbat, y que mantener todo los Mandamientos es una responsabilidad moral que honra y "demuestra el amor hacia Dios" como creador, sustentos y redentor. Los cristianos sabatarios del séptimo día surgieron de grupos milleritas, sosteniendo que la sustitución del sabbat del séptimo día al primer día era parte de "la gran apostasía". Algunos de estos, notablemente la Iglesia Adventista del Séptimo Día, han tradicionalmente sostenido que la "apostasía" de la Iglesia comenzó cuando el Obispo de Roma empezó por dominar el occidente y e integrar "corrupción pagana", formando la Iglesia católica.
El sabbat es una de las características que definen las denominaciones del séptimo día, incluyendo a los Bautistas del Séptimo Día, los Adventistas del Séptimo Día, la Iglesia de Dios (Séptimo Día) (del Congreso Ministerial Internacional con sede en Denver), la Iglesia de Dios (Séptimo Día) con sede en Salem (Iglesia de Dios Apostólica del Séptimo Día en México), la Iglesia de Dios (Israelita) y muchas otras.

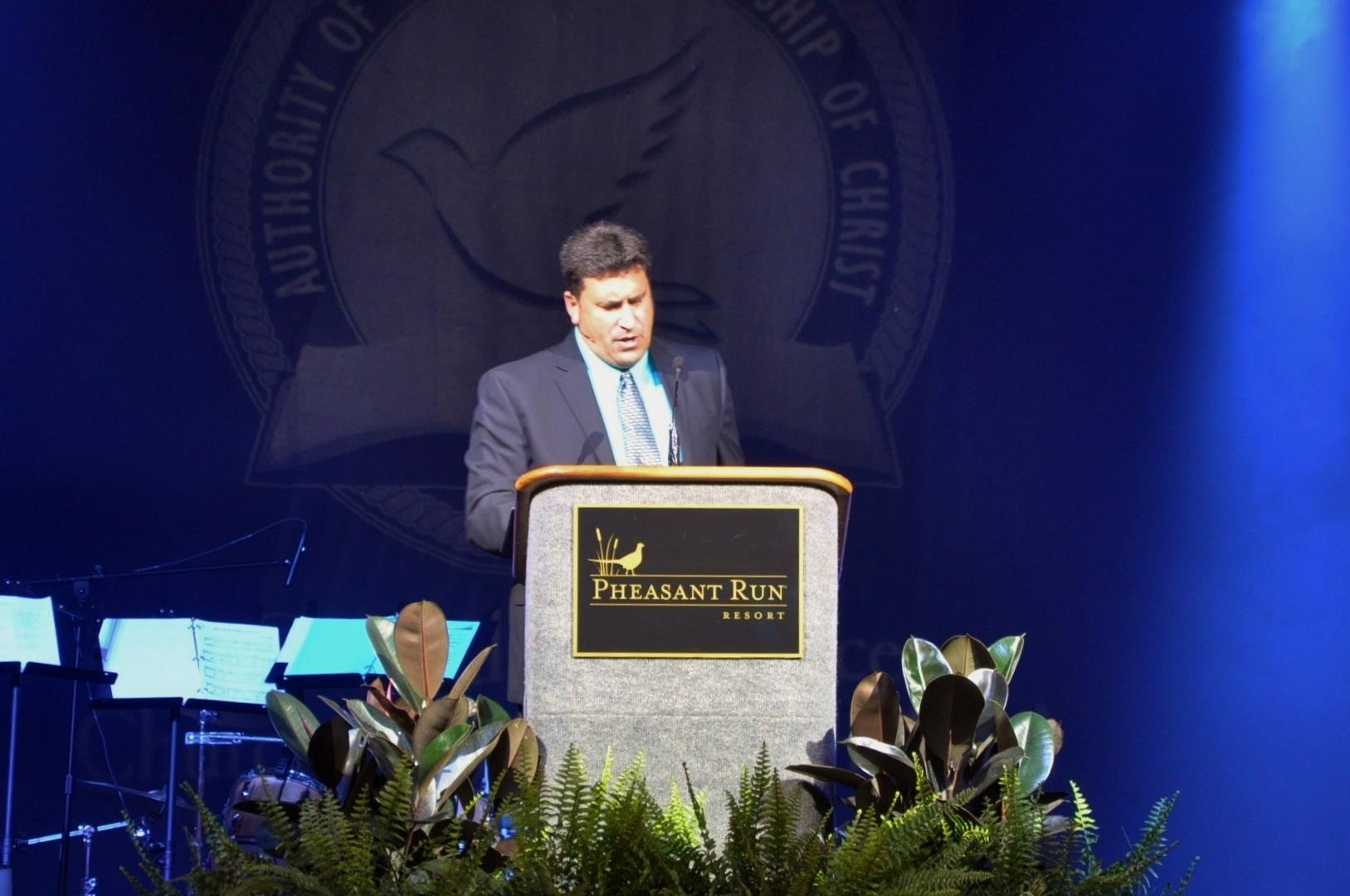
Conferencia de la Iglesia de Dios (Séptimo Día) en Estados Unidos

## Historia

### Iglesia temprana
El teólogo adventista Samuele Bacchiocchi, en su trabajo con orientación histórica De Sabbat a domingo, documentó el cambio lento del Sabbat del sábado original al domingo dentro de la Iglesia cristiana temprana debido a "influencia pagana" de los conversos, la presión social en contra judaísmo, y también la disminución de estándares para el día. Según Justin Mártir, los cristianos también adoraron en domingo porque "poseía cierta importación misteriosa". Los adventistas del séptimo día conceden a la autoridad papal y originariamente al rol del Emperador Constantino del Imperio Romano, los principales factores para explicar la transición de la observancia del sábado al domingo, sin embargo, los debates doctrinales al respecto comienzan a partir de la "restauración" del puritanismo en el seno de la Iglesia de Inglaterra durante el siglo XVII.
Según el teólogo anglicano R. J. Bauckham, la Iglesia post-apostólica mantuvo prácticas diversas con respecto al sabbat.

### Reforma
Según trabajos históricos adventistas, en el momento de la Reforma Protestante algunos anabaptistas, como Oswald Glaidt, argumentaron que el séptimo día tendría que ser observado como el sabbat y que sabbat de domingo era influencia del catolicismo romano.
El sabatarismo del séptimo día revivió en Inglaterra durante el siglo XVII. Entre sus defensores se pueden encontrar a los Hombres isabelianos del séptimo día, los traskistas (después de John Traske, 1586–1636) y Thomas Brabourne. La mayoría sabatarios del séptimo día eran parte de la Iglesia Bautista del Séptimo Día con fuerte oposición de las autoridades anglicanas y el resto de puritanos (grupos hegemónicos que defendían la observación del sabbat del primer día [domingo], es por eso que "séptimo día" y no "sabbat" se volvió parte de la identificación identitaria de los grupos que establecieron su día de adoración en sábado). La primera Iglesia Bautista del Séptimo Día en los Estados Unidos estuvo establecida en Rhode Island en 1671.

## Iglesias modernas

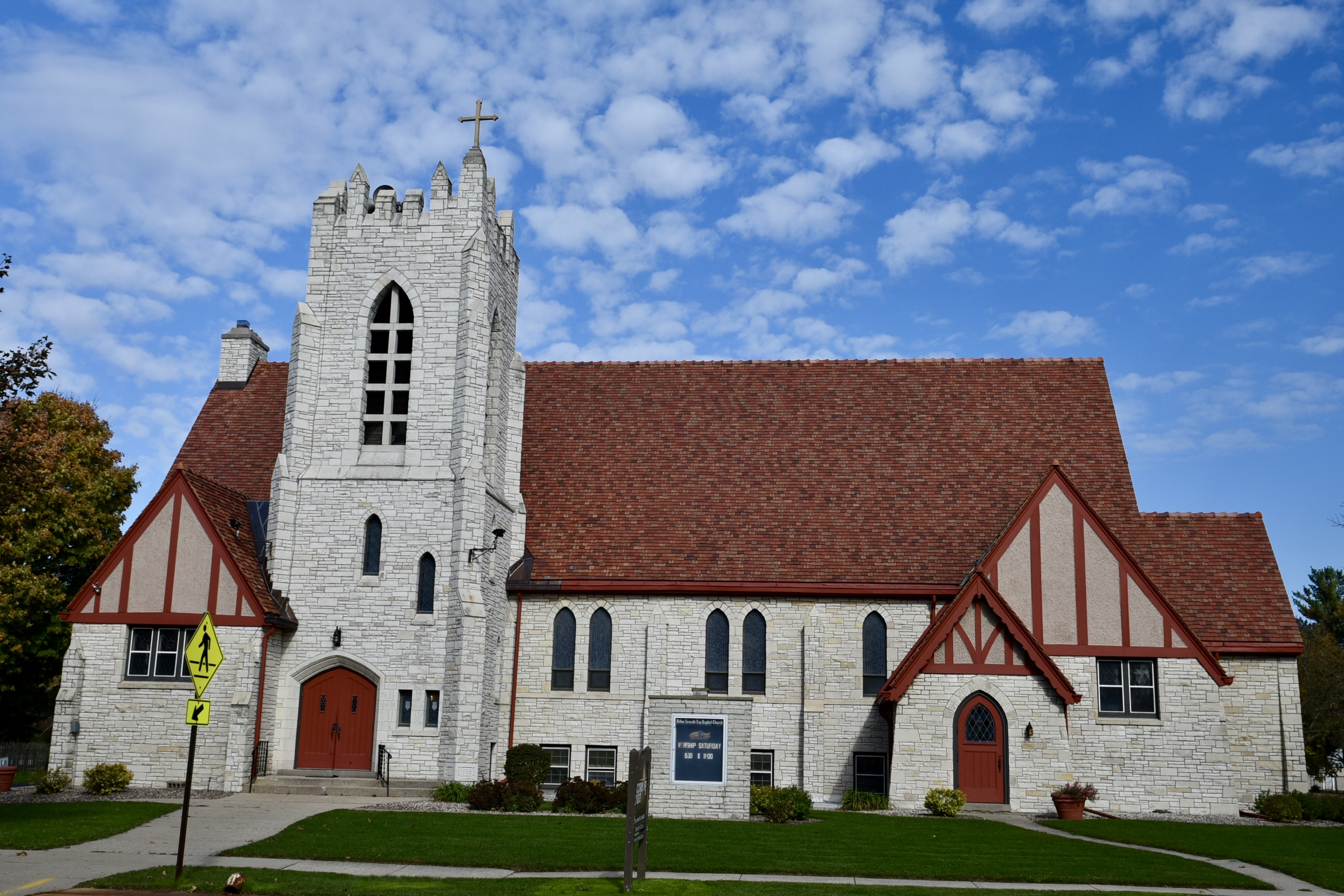
Una Iglesia Bautista del Séptimo Día en Milton, Wisconsin

### Bautistas del séptimo día
Los bautistas del séptimo día son cristianos bautistas que observan el sábado del séptimo día como un día santo para Dios. Entienden que la observancia es como una señal de obediencia en una relación de pacto con Dios y no como una condición para la salvación. Adoptan una teología bautista del pacto, basada en el concepto de sociedad regenerada, bautismo consciente de creyentes por inmersión, gobierno congregacional y la base bíblica de opinión y práctica.
La primera Iglesia Bautista del Séptimo Día conocida fue la Iglesia Mill Yard establecida en Londres, donde se llevó a cabo el primer servicio en 1651, dirigido por Peter Chamberlen. MD "el tercero". Los primeros registros de las actividades de la iglesia fueron destruidos en un incendio; el segundo libro de registro está en posesión de la Sociedad Histórica de los Bautistas del Séptimo Día, la iglesia local continúa sus actividades hasta el día de hoy. La inmigración a las colonias británicas en América del Norte también incluyó a los bautistas del séptimo día, la pareja Stephen y Anne Mumford fueron los primeros bautistas del séptimo día en las Américas y con otros cinco bautistas que guardaron el sábado, estableciendo en 1672 la primera Iglesia Bautista del Séptimo Día en el Americas, ubicada en Newport, expandiéndose a otros territorios.
Es la denominación sabataria moderna más antigua, están conformados por iglesias en todo el mundo, con más de 520 iglesias y aproximadamente 45,000 miembros, teniendo constante interacción entre ellos a través de conferencias en cada país y a través de la Federación Mundial Bautista del Séptimo Día.

### Milleritas del séptimo día
La Iglesia Adventista del Séptimo Día es la denominación sabataria del séptimo día más grande, con 18, 778, 626 miembros en junio de 2015 e integra el sábado como uno de los "pilares del adventismo".
Tanto la Iglesia Adventista del Séptimo Día como la Iglesia de Dios (Séptimo Día) son descendientes directas del movimiento de William Miller en 1840, así como de los grupos que retomaron corrientes controversiales dentro del puritanismo inglés y estadounidense del siglo XVII. Una joven bautista del séptimo día llamada Rachel Oakes Preston convenció a miembros importantes del movimiento millerita durante 1844-1845 a favor de la observancia del sábado, como Joseph Bates, quien posteriormente en 1852 introdujo a Gilbert Cranmer en la observanción del sábado. Joseph Bates sería uno de los fundadores de la Iglesia Adventista del Séptimo Día y Gilbert Cranmer sería el fundador de la Iglesia de Dios (Séptimo Día).

## Historia

### Armstrongismo
El séptimo día era una parte clave de la extinta Iglesia de Dios Mundial, fundada por Herbert W. Armstrong, y varios movimientos descendientes. Armstrong, quién empezó la Iglesia Radiofónica de Dios, fue ordenado en 1931 por la Conferencia de Salem de la Iglesia de Dios (Séptimo Día), un grupo millerita, y empezó servir una congregación en Eugene, Oregón. La emisión era esencialmente un servicio de iglesia.